# Jean-Marie Wampers
Jean-Marie Wampers (Uccle, 7 d'abril de 1959) és un ciclista belga, ja retirat, que fou professional entre 1981 i 1992. El seu principal èxit esportiu fou la victòria a la París-Roubaix de 1989.

## Palmarès
- 1978
  - Vencedor d'una etapa a la Volta a la província de Namur
- 1980
  -  Campió de Bèlgica en ruta amateur
  - Vencedor d'una etapa al Tríptic de les Ardenes
- 1981
  - 1r al Premi de Houthalen
- 1982
  - 1r al Gran Premi Ciutat de Camaiore
- 1983
  - 1r al Premi de Buggenhout
- 1984
  - 1r a la Druivenkoers Overijse
- 1985
  - 1r a la Nationale Sluitingsprijs
- 1986
  - 1r al Gran Premi de Frankfurt
  - 1r al Premi de Dilsen
  - Vencedor d'una etapa als Quatre dies de Dunkerque
- 1989
  - 1r a la Grote Scheldeprijs
  - 1r a la París-Roubaix
  - 1r al Gran Premi de Frankfurt
- 1992
  - 1r a la Binche-Tournai-Binche

### Resultats al Tour de França
- 1983. Abandona (17a etapa)
- 1985. 117è de la classificació general
- 1989. 113è de la classificació general

### Resultats al Giro d'Itàlia
- 1981. 94è de la classificació general